# Тертер (село)
Тертер (болг. Тертер) — село в Болгарии. Находится в Разградской области, входит в общину Кубрат. Население составляет 277 человек.

## Политическая ситуация
Тертер подчиняется непосредственно общине и не имеет своего кмета.
Кмет (мэр) общины Кубрат — Ремзи Халилов Юсеинов (ДПС) по результатам выборов в правление общины.